# Marcus Æmilius Lepidus (consul en 6)
Pour les articles homonymes, voir Aemilius Lepidus.
Marcus Aemilius Lepidus, consul en 6 avec Lucius Arruntius. Jugé par Auguste « capable de régner, mais ne le voulant pas », il est considéré comme le chef de la maison des Aemilii. Il restaure la basilique Aemilia et défendit Pison en 19. Il est souvent confondu avec Manius Aemilius Lepidus.